# فلسفه ذهن

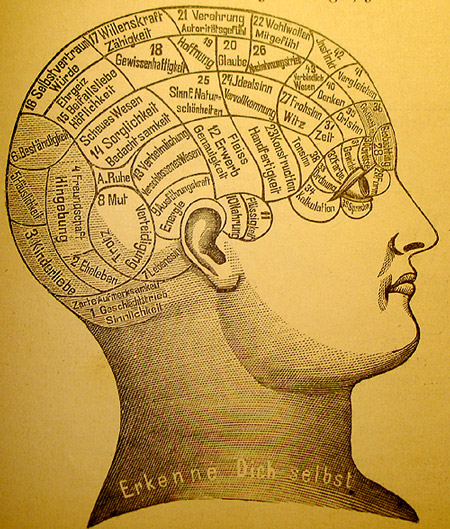
نگاشت فرنولوژیکال مغز - فرنولوژی از اولین تلاش‌ها جهت ارتباط دادن کارکردهای ذهنی با بخش‌های به‌خصوصی از مغز بود، گرچه که این نوع از مطالعات امروزه به‌طور وسیعی غیرمعتبر تلقی می‌گردد.

فلسفه ذهن (به انگلیسی: philosophy of mind)، شاخه‌ای از فلسفه است که به مطالعه هستی‌شناسی و طبیعت ذهن و روابطش با بدن می‌پردازد. مسئله ذهن و جسم، مسئله‌ای پارادایمی در فلسفه ذهن است، گرچه که تعدادی از مسائل همچون مسئله دشوار خودآگاهی و طبیعت حالات ذهنیِ به‌خصوص در آنجا مورد بحث قرار گرفته‌اند. جنبه‌هایی از ذهن که مورد مطالعه قرار گرفته‌اند شامل این موارد اند: رویدادهای ذهنی، کارکردهای ذهنی، خواص ذهنی، خودآگاهی و همبستگی‌های نورونی‌اش، هستی‌شناسی ذهن، طبیعت شناخت اندیشه و روابط ذهن بر روی بدن.
دوگانه‌گرایی و یگانه‌گرایی، دوتا از مکاتب مرکزی تفکر در مسئله ذهن-بدن اند، گرچه که دیدگاه‌های ظریفی ظهور پیدا کرده‌اند که به خوبی در هیچ‌کدام از این دسته‌ها نمی‌گنجند.
- دوگانه‌گرایی به مدد رنه دکارت در قرن هفدهم میلادی وارد فلسفه غرب شد.[۴] دوگانه‌گرایان جوهری همچون دکارت استدلال می‌کنند که ذهن مستقل از جوهر وجود دارد، در حالی که دوگانه‌گرایان خاصیت معتقدند که ذهن، گروهی از خواص مستقل است که از میانشان سر برآورده و قابلیت تقلیل به مغز را نداشته، اما از جوهر متمایز نیست.[۵]
- یگانه‌گرایی موقعیتی است که در آن ذهن و بدن از نظر هستی‌شناختی موجودیت‌های غیرقابل تمیزی اند، نه جوهرهای وابسته. این دیدگاه اولین بار در فلسفه غرب توسط پارمنیدس در قرن پنجم پیش از میلاد و سپس بعدها توسط خردگرایان قرن هفدهم میلادی همچون باروخ اسپینوزا ترویج و حمایت شد.[۶] فیزیکالیست‌ها استدلال می‌کنند که تنها موجودیت‌هایی که توسط نظریات فیزیکی مسلم انگاشته می‌شوند وجود دارند و فرایندهای ذهنی در نهایت با ادامه تکوین نظریات فیزیکی، برحسب این موجودیت‌ها توضیح داده می‌شوند. فیزیکالیست‌ها مواضعشان را بر روی جنبه‌های مرتبط با تقلیل خواص ذهنی به خواص فیزیکی حفظ کرده (که بسیاری از آن‌ها، اشکال سازگاری از دوگانه‌گرایی خاصیت  را اقتباس می‌کنند)[۷][۸][۹][۱۰][۱۱][۱۲] و وضعیت هستی‌شناختی چنین خواص ذهنی نیز غیر شفاف باقی می‌ماند.[۱۱][۱۳][۱۴] ایدئالیست‌ها بر این عقیده‌اند که ذهن، تمام آن چیزی است که وجود داشته و جهان خارجی یا خود ذهن است یا توهمی مخلوق ذهن است. یگانه‌انگاران خنثی چون ارنست ماخ و ویلیام جیمز دلیل می‌آورند که رویدادهای جهان را می‌توان یا به عنوان ذهنی (روان‌شناختی) در نظر گرفت یا فیزیکی، بسته به این که شبکه روابطی که به آن ورود می‌کنند چه باشد. از آن سو یگانه‌انگاران دوگان-جنبه‌ای چون باروخ اسپینوزا بر این موضع وفادارند که جوهر خنثای دیگری وجود داشته و این که هم خواص مادی و هم ذهنی، خواصی از این جوهر ناشناخته اند. رایج‌ترین یگانه‌انگاری‌های قرن بیستم و بیست و یکم میلادی، همگی گونه‌های تغییریافته‌ای از فیزیکالیسم بوده‌اند؛ این مواضع شامل این مواردند: رفتارگرایی، نظریه این‌همانی ذهن، یگانه‌انگاری غیرعادی و کارکردگرایی.[۱۵]

بسیاری از فیلسوفان مدرن ذهن، یا یک موضع تقلیل‌گرایانهٔ فیزیکالیستی را اقتباس می‌کنند یا موضع غیر-تقلیل‌گرایانهٔ فیزیکالیستی را و به طرق مختلف مخصوص به خود بر این نکته تأکید می‌ورزند که ذهن چیزی جدای از بدن نیست. این رهیافت‌ها به‌طور خاص در علوم، به‌خصوص در این زمینه‌ها اثرگذار بوده‌است: زیست‌جامعه‌شناسی، علوم کامپیوتر (به‌خصوص هوش مصنوعی)، روان‌شناسی تکاملی و انواع مختلف علوم اعصاب. فیزیکالیست‌های تقلیل‌گرا خاطرنشان می‌سازند که تمامی حالات ذهنی و ویژگی‌ها نهایتاً با گزارش‌های علمی فرایندها و حالات فیزیولوژیکی توضیح داده خواهند شد. فیزیکالیست‌های غیر-تقلیل‌گرا استدلال می‌کنند که گرچه ذهن جوهری مجزا نیست، خواص ذهنی بر خواص فیزیکی اثر قدرتمندی داشته یا گزاره‌ها و لغات استفاده شده در توصیفات و توضیحات ذهنی گریزناپذیر بوده و نمی‌توان آن‌ها را به زبان و توجیهات سطح پایین علوم فیزیکی تقلیل داد. ترقیات ممتد علوم اعصاب به شفاف‌سازی برخی از این مسائل کمک کرده‌است؛ با این حال هنوز تا حل کامل این مسائل فاصله درازی باقی‌مانده‌است. فیلسوفان مدرن ذهن هنوز هم این پرسش را مطرح می‌کنند که چگونه می‌توان خواص جوهری و قصدمندی حالات و ویژگی‌های ذهنی را برحسب عبارات طبیعت‌گرایانه توجیه نمود؟
با این حال، برخی از این مسائل در چارچوب فیزیکالیسم غیر-تقلیل‌گرایانه شناخته شده‌اند. اولاً، با هویت خود (خود-هویت) طی زمان ناسازگاری دارد. دوماً، حالات قصدمندی هشیاری در چارچوب فیزیکالیسم غیر-تقلیل‌گرایانه معنادار نیست. سوماً، اختیار چه با فیزیکالیسم تقلیل‌گرایانه و چه با فیزیکالیسم غیر-تقلیل‌گرایانه امکان سازگاری ندارد. چهارم، امکان توضیح و توجیه مناسبی از پدیده علیت ذهنی در این چهارچوب وجود ندارد.

## مسئله اندیشه و تن
در فلسفه ذهن از پاره‌ای از زمینه‌ها گفتگو می‌شود: برترین پرسش فلسفهٔ ذهن که پرسشهای دیگری از دل آن پدید می‌آیند گفتگو دربارهٔ پیوند اندیشه و تن (کالبد) است. در این پرسش چند دیدگاه در میان است:

### دوگانه‌انگاری
بر پایه دوگانه انگاری—در فراگیرترین نمود آن—اندیشه و تن از یکدیگر جدا هستند. یک صورت‌بندی دوگانه‌انگاری جوهری است که بر پایه آن اندیشه و تن دو گوهر گوناگون اند و صورت‌بندی دیگری دوگانه‌انگاری در ویژگی‌ها است که بر اساس آن اندیشه و حالات ذهنی نه از یک جوهر دگرگونه، که دربرگیرنده ویژگی‌هایی به جز ویژگی‌های فیزیکی است.

#### هم کنشی اندیشه و تن
یکی از نارسایی‌های دوگانه انگاری جوهری، همکاری یا وابستگی دو سویهٔ ذهن و تن است. پرسش این‌جا است که چگونه یک جوهر مادی و یک جوهر فرامادی که هیچ هماهنگی با هم ندارند، می‌توانند در هم بازتاب داشته باشند؟ چند دیدگاه در این باره هست: شبه پدیدارگرایی، اصالت علت موقعی، اصالت پیدایش ناگهانی و اصالت همراستایی.

### نظریه این‌همانی
نظریهٔ این‌همانی: برابر با این دیدگاه هر گونه از حالات ذهنی با نوعی از حالات فیزیکی (حالات مغزی) همسان است. برای نمونه، درد برانگیختن عصب‌های ویژه ای است. این همانی در این نظریه نوعی، وجودی است و نه مفهومی یعنی مفهوم حالت ذهنی غیر از مفهوم حالت مغزی است ولی این دو در خارج یک چیزند. این نظریه به عنوان فیزیکالیسم هم یاد می‌شود.

#### رخدادپذیری چندگانه
یکی از کمبودهای دیدگاه این‌همانی نوعی این است که توان روشن کردن رخداد پذیری چندگانه حالات اندیشه را ندارد. بر پایه رخداد پذیری چندگانه یک جور حالت ذهنی ویژه می‌تواند با بیش از یک گونه از حالات مغزی روی دهد. برای نمونه، درد در جانداران دیگر می‌تواند بی آنکه عصب برانگیخته شود رخ دهد. عصب‌شناسی هم نشان داده‌است کسانی که بخشی از مغز را مانند بخش گفتاری از دست می‌دهند پس از چندی بخش دیگری از مغز کار آن بخش را بر دوش می‌گیرد.
این خرده‌گیری به این همانی نمونه ای انجامید؛ یعنی یک نمونه از حالت ذهنی همیشه با نمونه ای از حالت مغزی یکی است.

#### فروکاهش
این مفهوم در طبیعی‌ترین جایگاه خود یا همان دربرداشت فلسفی دانش به خوبی می‌تواند روشن شود. نمونهٔ پرکاربرد کتاب‌های آموزشی وابستگی ترمودینامیک و مکانیک است. تا قرن نوزدهم، این دو نظریه نقش برجسته‌ای دربرداشت ما از جهان جسمانی بازی می‌کردند. از یک سو، رفتار آنچه را برمی‌شمرد که گمان می‌شد جوهر است؛ روشنگر رویدادهایی مانند جابجایی گرما از چیزهای گرم‌تر به چیزهای سردتر و این که مقدار گرمایی که این گونه جابجا شده به ترکیب مادی آن چیزها بستگی دارد. از سویی دیگر، اصول مکانیک با تلاش‌های نیوتون، روش‌های کنش و واکنش اجسام ایستا و پویا را بر یکدیگر روشن می‌کرد.
بر اساس تلاش‌های نظری و آزمودنی در سده نوزدهم، جایی برای یگانگی این دو نظریه هست و در همین یکی شدن است که مفهوم «فروکاستن» (تحویل) به میان می‌آید. وقتی به این پی ببریم که همهٔ مواد از ذرات ریزتر (اتم‌ها و مولکول‌ها) درست شده‌اند، و این که جنبش این ذرات پیرو اصول مکانیک است، می‌توان گرما را به عنوان درجه‌ای که این ذرات به سوی آن رفته یا جنبش می‌یابند، شناخت. در این صورت، روشنگریهای پیشنهادی در ترمودینامیک باید زیر روشنگریهای گسترده‌تر مکانیک رده‌بندی شوند؛ مثلاً انتقال گرما با قوانین جابجایی جنبش در میان اتم‌ها و مولکول‌ها بازگو می‌شود. اینگونه می‌توان گفت ترمودینامیک به مکانیک فروکاسته یا تحویل شده‌است. فروکاهی راهی است برای تأمین هستی شناختی برخی چیزها.
مفهوم فروکاهی بیرون از دامنه دانش نیز دارای کاربرد است. اما همواره روشن نیست بستر کاربرد درست از آن فراهم باشد. در فلسفهٔ ذهن معمولاً نظریهٔ این همانی نوع را فروکاهش‌گرایانه می‌دانند. یکی دانستنِ امور گوناگون ذهنی و انواع پدیدارهای جسمانی شباهت فراوانی با یکی دانستنِ گرما و جنبش مولکولی دارد؛ و نتیجه این خواهد شد که برداشت ما از ذهن به برداشت ما از مغز و دستگاه‌های اندامی وابسته به آن فروکاسته شود. چنین فروکاستنی واقعی بودن وجود شناختی امور ذهنی را تضمین می‌کند. البته فهم متعارف ما از ذهن با یک نظریه مانند ترمودینامیک قابل قیاس نیست تا همانند این مفهوم قابل تحویل و فروکاهی باشد.

#### برهان شناخت
فرنک جکسن بر پایه دریافتهای ذهنی -مانند رنگ- آزمونی فکری را برگزار کرد تا نادرستی فیزیکالیسم را نشان دهد. فرض می‌کنیم مری در اتاقی سیاه و سفید زندگی می‌کند و از دیدن رنگ‌ها بی بهره است؛ او از راه تلویزیونی سیاه و سفید و با کتاب‌ها و مجلاتی سیاه و سفید «همهٔ» آنچه را که دربارهٔ جهان فیزیکی و ویژگی‌های فیزیکی هر چیزی می‌شود دانست، می‌داند. او همهٔ فرایندهای فیزیکی و فیزیولوژیکی «قرمز دیدن» را می‌داند ولی وقتی از اتاق سیاه و سفید آزاد می‌شود و رنگ قرمز را برای نخستین بار می‌بیند، می‌گوید: «اوه… پس قرمز دیدن این‌گونه است!». این نشان می‌دهد که مری با این که همهٔ دانستنی‌های فیزیکی قرمز دیدن را می‌دانست، چگونگی قرمز دیدن را نمی‌دانست پس قرمز دیدن یک رخداد فیزیکی نیست. این استدلال به «برهان شناخت» نامیده شده‌است و پاسخ‌هایی هم به آن داده شده‌است.

## فرارویدادگی
فرارویدادگی (supervenience)یا پایه‌گیری کلیدواژه ای است که نزدیک به دو دهه یا بیشتر به فلسفهٔ ذهن آمده و برابر با وابستگیِ بودونبودِ چیزهای ذهنی به چیزهای فیزیکی است. این مفهوم نقشی کلیدی در نمایش برخی از نظریات سرنوشت ساز در مسئلهٔ ذهن و تن بازی کرده‌است. به ویژه برداشت‌هایی از فیزیکالیسم فرو نکاسته. 
فرارویدادگی ذهن و بدن به سود یا به زیان ادعاهای ویژه ای دربارهٔ چیزهای ذهنی و به امید یافتن راهکارهایی برای برخی مسائل پایه ای ذهن به کار رفته‌است؛ مانند مسئله علیت ذهنی. گفتارهایی هم دربارهٔ خود فرارویدادگی ذهن و تن هست؛ مانند چگونگی نمایش آن، وابستگی آن با تحویل ذهن-بدن، آیا می‌توان گونه‌های ویژه ای از حالات ذهنی را مانند کیفیات ذهنی و حالات التفاتی از دید فیزیکی فرا رویداده دانست وبا فرارویدادگی نبودنِ آن‌ها پیامدهای آن برای فیزیکالیسم چه خواهد بود.

## همایندگرایی
همایندگرایی (Epiphenomenalism) هرگونه کارسازی حالات ذهنی در جهان را نمی‌پذیرد و حالات ذهنی را بیشتر شبیه کف روی آب می‌دانند که یک چیز ناکارا است ولی برخاسته از بهم خوردن آب دریاست.
اگر بپذیریم که حالات ذهنی برخاسته از فرایندهای مغزی اند می‌توان اینجور گفت که وقتی A کارامد می‌شود، به کارآمد شدن B می‌انجامد و با این کار از A به T, B پدید می‌آید؛ نماد T در اینجا همان حالات ذهنی است. پدیده‌های ذهنی بازده دنباله کارهای فیزیکی مغز اند. اینکه وقتی دست من به آتش نزدیک می‌شود و من گرما را دریافت می‌کنم کارهای مغز من حالت ذهنی گرما را پدیدار می‌کند و اینکه من دست خود را پس می‌کشم حالات ذهنی پس کشیدن هم بازده کارهای مغز است نه اینکه حالت ذهنی گرما حالات ذهنی گریز را پدیدآورده و حالت ذهنی گریز بخش جنبشی مغز من را برای گریز کارآمد کرده.

### رفتارگرایی
رفتارگرایی (Behaviourism) تحلیلی بر این باور است که واژگان حالات ذهنی، معنایی به جز رفتار ندارند یعنی درد چیزی جز نالیدن، نمایش آزردگی و دیگر رفتارها نیست. رفتارگرایان حذفی، همه واژگان ذهنی را حذف می‌کنند؛ مانند کواین. ویتگنشتاین وارونه آنچه معروف است رفتارگرا نیست (او تنها باور دارد که واژگان ذهنی از راه رفتار ساخته می‌شوند).

### کارکردگرایی
رفتارگرایی تحلیلی نمی‌بایست در بررسی واژگان ذهنی واژگان ذهنی دیگر را بکار ببرد و این مایه پیش آمدن سختیهایی برای این رویکرد شد، زیرا آنها چاره‌ای جز کاربرد این واژگان نداشتند. کارکردگرایی (Functionalism) برای از میان برداشتن این دردسر، به جای آن که ذهن یا حالات ذهنی را رفتار، که نمود اندامواره است بداند، آن را کارکرد یا دنباله ای از نقش ریشه ای که درونداد در برابر بازده بازی می‌کند، می‌داند. کارکردگرایی وارونه دیدگاه اینهمانی، به رخدادپذیری چندگانه رهنمون می‌شود؛ اینگونه که در کارکردگرایی، ذهن برنامه یا ساختار کارکردی است می‌تواند در سخت‌افزارهای گوناگون روی بدهد.
کارکردگرایی همچنان در فلسفهٔ ذهن پایدار است و گرایشهایی دارد مانند کارکردگرایی ماشینی، کارکردگرایی علّی و کارکردگرایی غایت شناختی.

## خودآگاهی

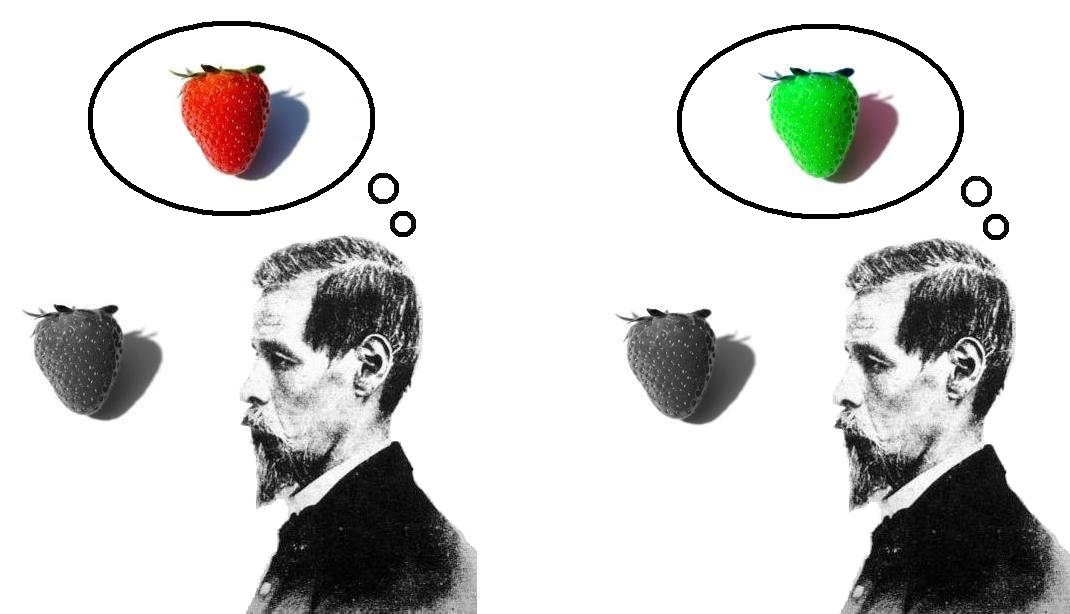
مفهوم «کوالیا»

## ذهن‌های دیگر
زمینه ذهن‌های دیگر در فلسفهٔ ذهن، دو شاخه شناخت‌شناسی و انگاره ای دارد: از دید شناخت‌شناسی پرسش این است که ما از کجا بدانیم که دیگران ذهن دارند و تنها زامبی فلسفی نیستند؟ از دید مفهومی بودن ذهن دیگر را می‌پذیریم. ولی پرسش این است که آیا دیگران به همان کیفیت و روشی که ما حالات ذهنی را باور می‌کنیم، این حالات را می‌آزمایند؟

## چگونگی‌های ذهنی یا پدیداری
کیفیات ذهنی یا چگونگی‌های اندیشه همان‌جور که از نامش پیدا است، چگونگی آزمودن حالات ذهنی است. به این چگونگی‌ها، دریافت خام (raw feel) هم می‌گویند. گروهی از فیلسوفان ذهن، کیفیات ذهنی را پایه همه حالات ذهنی می‌دانند و معتقدند تجربهٔ همهٔ حالات ذهنی با این کیفیت همراه است. کیفیتی که صاحب تجربه می‌داند چیست اما نمی‌تواند آن را توصیف کند. مقالهٔ معروف تامس نیگل «خفاش بودن چه کیفیتی دارد؟» بر این دیدگاه تأکید می‌کند. اما فیلسوفانی مثل دنیل دنت اساساً کیفیات را حذف می‌کنند. دیوید چالمرز با توجه به مشکل کیفیات ذهنی به دوگانه‌انگاری وصفی گرایش دارد.

## سویه التفاتی
دسته‌ای از حالات ذهنی دارای درونمایه هستند؛ مانند باور که درونمایه (یا متعلق) آن یک گزاره است؛ مانند باور به این که باران می‌بارد. برای همین است که به این گونه حالات گرایش‌های گزاره‌ای می‌گویند. نام دیگر این ویژگی «دربارگی» است. سویه التفاتی از بازدارنده‌های بازگویی فیزیکی ذهن به‌شمار می‌رود. گرچه این بازدارنده چندان دشوار نیست؛ زیرا سویه التفاتی ویژگی همهٔ حالات ذهنی نیست و تنها برخی از این حالات را دربرمی‌گیرد. گفتگوهای فراوانی میان فیلسوفان ذهن برپاست که اگر حالات ذهنی همان حالات مغزی یا کارکردی باشند، این گونه حالات چگونه می‌توانند از سویه التفاتی (معناشناسی و درونمایه) برخوردار شوند؟ جان سرل از برجسته‌ترین فیلسوفان ذهنی است که در این زمینه کارهای بزرگی کرده و اثری جداگانه به نام حیث التفاتی نوشته‌است.

### درون‌مایه ذهنی
برای رویدادها، حالات یا فرایندهای ذهنی دارای کارکرد می‌توان به دیدن اینکه در بسته‌است یا باور به اینکه شما در حال دنبال شدن هستید نمونه آورد. آنچه به‌گونه بنیادی، مایه جداسازی حالات، رویدادها یا فرایندهای دارای درون‌مایه است این است که دارای بازگشت به زمینه خود هستند.
این ویژگی جنسی و فراگیر زیرشاخه‌های بسیاری دارد. این ویژگی درون‌مایه را به درون‌مایه‌های مفهوم‌سازی‌شده مرزبندی نمی‌سازد و درون‌مایه‌های ساخته شده از حواس فرگه و نیز درونمایه‌های راسلی ساخته شده از متعلقات و ویژگی‌ها را دربرمی‌گیرد. بر پایه این ویژگی فراگیر هنوز این گمانه‌زنی پابرجا است که حالات ناآگاه همانند حالات آگاه دارای درون‌مایه باشند. همچنین حالات شناخته‌شده از راه روان‌شناسی آماری-آزمونی می‌توانند درون‌مایه داشته باشند. فهم درست فلسفی از این مفهوم فراگیر درون‌مایه، نه تنها برای فلسفهٔ ذهن و روان‌شناسی بنیادی است، بلکه برای نظریهٔ شناخت و متافیزیک نیز ارزشمند است.

## هوش مصنوعی
ماروین مینسکی، پایه‌گذار آزمایشگاه هوش مصنوعی ام. آی. تی. (مؤسسه فناوری ماساچوست)، دربارهٔ هوش مصنوعی چنین می‌گوید: دانشی که دستگاه‌ها را به انجام کارهایی وامی‌دارد که اگر آن کارها از آدمی سرزنند، نیازمند هوش خواهند بود (۱۹۶۸). این نام را جان مک‌کارتی (دانشمند علوم رایانه) ساخت. او در سال ۱۹۵۶ همایشی را برگزار کرد که بسیاری از پژوهشگران هوش مصنوعی آن را سرآغاز رشته خود می‌دانند. این همایش پروژه تحقیق تابستانی دارتماوث نام داشت.
یکی از نخستین سخنرانی‌ها دربارهٔ هوش کامپیوتری در سال ۱۹۴۷ را منطق‌دان انگلیسی آلن تورینگ ایراد کرد که در آن زمان در آزمایشگاه فیزیک ملی کار می‌کرد. عنوان سخنرانی این بود: ماشین هوشمند؛ دیدگاهی نوآورانه. تورینگ گفت: سخن من در این است که دستگاه‌ها می‌توانند رفتاری نزدیک به ذهن ما داشته باشند.

### پیوندگرایی
هم‌زمان با پیشرفت در شناخت اندام‌شناسی و کارکرد مغز در نیمهٔ نخست سده بیستم، این دیدگاه که مغز ساخته شده‌است از یگان‌های پردازش الکتریکی ساده رواج یافت؛ یگانها که یکدیگر را برانگیخته و نیز از یکدیگر پیشگیری می‌کردند. پژوهشگرانی همچون مک گلوخ و پیتس ۱۹۴۳ شروع به بررسی در این موضوع کردند که چگونه شبکه‌ای که از چنین واحدهای پردازش ساخته شده، می‌تواند محاسباتی را مانند منطق جمله‌ای اجرا کند. پژوهشگران دیگر مانند روزنبلات (۱۹۶۲) و سلفریج (۱۹۵۹) فایدهٔ شبکه‌ها را در کارهای مفهومی‌تر کاویدند.
این رویکرد دوم را پیوندگرایی نامیدند هر چند برخی نظریه‌پردازان به ویژه که از علوم عصبی وارد فلسفه شده‌اند واژهٔ شبکه‌های عصبی و عده‌ای دیگر اصطلاح پردازش گسترده موازی را ترجیح می‌دهند. هرچند پیوندگرایی در آغاز رقیب رویکرد پردازش نماد بود اما زمانی که دانش‌های شناختی در دهه ۱۹۷۰ شروع به تحقیق چند رشته‌ای کرد، رویکرد پیوندگرایی این وجه را از دست داد.

## وابستگی ذهنی
وابستگی دو سویه میان ذهن و تن نکته ای است که با بینش خود آن را درمی‌یابیم و نپذیرفتن آن نیازمند بهانه بسیار نیرومند و توانمندی در برابر این بینش است. با این همه، پذیرش وابستگی ذهنی برای همهٔ نظریات دربارهٔ وابستگی ذهن و تن از دوگانه انگاری گرفته تا فیزیکالیسم دردسرساز شده‌است. دوگانه انگاران برای روشنگری آن گاهی به اصالت علت موقعی، گاهی به در هم کنش گرایی و گاهی هم به اصالت همراستایی روی آورده‌اند اما هیچ‌یک از اینها نتوانستند روشنگری ای از این وابستگی نشان دهند. نپذیرفتن وابستگی ذهن به تن را در ادبیات فلسفه ذهن، شبه پدیدارانگاری می‌نامند.

## کیستی شخصی
کیستی یا این‌همانی شخصی دراین باره می‌گوید که کسی در زمان t۱ با چه ترازی همان کس در زمان t۲ است؟ برای نمونه، با چه معیاری داوری می‌کنیم که سامان امروز همان سامانی است که دیروز با او به کلاس رفتم؟ برخی از فیلسوفان ذهن تراز این‌همانی شخصی را پیوستگی اندامی هر کس دانسته‌اند و برخی نیز تراز این‌همانی را پیوستگی روانی می‌دانند.